# Gouraya
Gouraya è un comune dell'Algeria, situato nella provincia di Tipasa.

## Antichità di Gunugu

### Era romana
Gunugu, sulla costa algerina vicino a Gouraya, è importante come ex insediamento romano. Fondata dall'imperatore Augusto, Gunugu era originariamente conosciuta come una piccola città per i veterani. Nonostante il sostegno imperiale, Gunugu non conobbe una crescita significativa sotto il dominio romano. La sua vicinanza a Cesarea, la capitale provinciale, probabilmente limitò il suo sviluppo. 
La città romana era molto più grande. Al di fuori dei bastioni, si incontrano ancora cisterne, conci e, a sud-est, alcuni pozzi e capitelli rozzi e morbidi dell'ordine ionico decadente, che sembrano appartenere originariamente a una chiesa o cappella cristiana del V secolo circa: a quell'epoca, Gunugu era un vescovato. Le cave venivano sfruttate all'estremità del promontorio su cui si trova la necropoli descritta più avanti in questo testo.

### Periodo medievale
Nel corso del tempo, Gunugu subì cambiamenti di governo e di nome, diventando infine nota come Brechk sotto la dominazione musulmana. Tuttavia, rimase al centro di conflitti regionali, come dimostra la sua cattura da parte di Ruggero II di Sicilia nel 1144.
Alla fine del XV secolo, Gunugu vide un afflusso di rifugiati, soprattutto Mori in fuga dall'Andalusia. Questo cambiamento demografico diede un impulso temporaneo all'economia e alla cultura della città. Fiorirono industrie come la produzione tessile e l'agricoltura nelle fertili terre circostanti. Inoltre, Gunugu divenne nota per i suoi corsari che operavano lungo la costa nordafricana. Questo periodo di prosperità fu però di breve durata, in quanto la città cadde sotto l'assalto dei Cavalieri di Santo Stefano nel 1610, portando al suo declino finale.

## Ritrovamenti archeologici
I resti dell'antico passato di Gunugu sono sparsi nel paesaggio, a testimonianza della sua ricca storia. 
Tra le rovine si possono notare influenze sia romane che berbere, con tracce di ceramica, muratura e infrastrutture. Il santuario di Sidi Brahim, costruito con materiali antichi, è particolarmente degno di nota, così come i resti di serbatoi romani e di un acquedotto. Nonostante il declino finale della città, questi resti archeologici offrono uno scorcio della sua antica grandezza e del suo patrimonio culturale.

## Necropoli
Gunugu vanta diverse sepolture antiche che fanno luce sulle varie pratiche funerarie prevalenti nella regione. Le necropoli rivelano una miscela di usanze funerarie fenicie e indigene, con tombe scavate nel tufo. Alcune tombe hanno fosse adiacenti, il che suggerisce pratiche di sepoltura comuni. La presenza di resti ossei misti indica una complessa interazione di riti funerari di cremazione e non cremazione, che riflette le diverse influenze culturali degli abitanti della città.

### Pratiche funerarie
I riti di sepoltura a Gunugu comprendevano una serie di pratiche che riflettevano la popolazione multiculturale della città. Gli oggetti funerari venivano comunemente collocati accanto al defunto, riflettendo la credenza in una vita ultraterrena e la continuazione dell'esistenza materiale dopo la morte. I vasi di ceramica, sia importati dall'Italia che prodotti localmente, erano offerte funerarie comuni, sottolineando il ruolo di Gunugu come centro di scambi e commercio mediterraneo. La presenza di resti di cremazione accanto a sepolture tradizionali suggerisce lo scambio e l'adattamento culturale all'interno della variegata comunità della città.
Nella maggior parte delle tombe, i resti del defunto erano semplicemente adagiati sul pavimento, che era stato foderato con un letto di sabbia. In altre, sono state create una o più panche, piatte o incavate con una vasca più o meno profonda. La tomba qui raffigurata presenta due strati con bordi rialzati che, invece di assumere la forma di un bacino, sono aperti sul lato del fondo. Molto spesso, il pozzo fornisce l'accesso a una seconda tomba, di epoca successiva. A volte - lo scenario più comune - si apre di fronte alla prima, mentre altre volte si trova su uno dei lati lunghi del pozzo. Ogni camera contiene un certo numero di persone decedute: in una di quelle che abbiamo scavato, ce n'erano almeno ventitré. È probabile che dopo le sepolture, i pozzi siano stati riempiti di terra e macerie.
Si distinguevano tre riti funebri: il più raro prevedeva semplicemente la deposizione del defunto a terra, mentre un altro comportava la raccolta casuale di ossa, sul pavimento, su panche, su vasche o in vasi di argilla. A volte, un'anfora rotta fungeva da contenitore. È stato osservato che questi resti umani misti sono stati probabilmente sottoposti a defecazione prima di essere sepolti. Questo suggerisce che le nostre tombe non erano tombe di famiglia, ma probabilmente riunivano individui di Gunugu che erano morti nello stesso periodo.

## Lavori idraulici
Nella regione di Larhat (ex Vileborug), sono stati trovati resti di un'antica diga, costruita con macerie, calce e sabbia, vicino a Toued Mellah. Questa diga forniva acqua alla città di Gunugu (oggi Sidi-Brahim) attraverso un canale costruito sopra la strada attuale, rivestito in muratura di pietra e asfaltato internamente con mattoni tritati e calce. Tuttavia, i successivi cedimenti del terreno e i movimenti sismici hanno ampiamente distrutto questa struttura. Vicino al confine tra Larhat (ex Vileborug) e Gouraya, il canale passava attraverso un tunnel sotto una collina, dove rimane relativamente ben conservato.
Sul wadi Harbil, sono stati scoperti i resti di una piccola diga, probabilmente destinata all'irrigazione dei giardini sulla riva sinistra del wadi. Nella regione di Gouraya, tra gli wadi Messelmoun e Sebt sono state trovate tracce di un bacino idrico, probabilmente utilizzato per l'irrigazione.
Nella regione di Menaceur (ex Marceau), l'irrigazione lungo le rive dello wadi Rouman era facilitata da una diga lunga da 7 a 8 metri. Sono state osservate anche le rovine di un antico acquedotto lungo lo wadi Aïzer, con archi intatti ad entrambe le estremità, oltre a resti di canalizzazione lungo la sua riva sinistra. Vicino a Menaceur (ex Marceau), lo wadi Zélazel fu deviato e il canale rimane visibile sopra la strada attuale. Allo stesso modo, il wadi Zaouïa fu deviato, con resti del canale visibili lungo il percorso da Zurigo a Menaceur (ex Marceau). Questi canali convergevano vicino alla fattoria Bocquet e continuavano attraverso le montagne, le valli e gli acquedotti fino a Cesarea, fornendo acqua alla città. Inoltre, sono stati trovati resti di una diga sullo wadi Zaouïa, situata a 500-600 metri a valle del punto di deviazione, anche se il loro significato e scopo rimangono poco chiari.

## Scambi e commercio
La documentazione archeologica di Gunugu attesta la sua importanza come centro vivace di scambi e commercio nell'antico mondo mediterraneo. La ceramica importata dall'Italia, compresi vasi e recipienti finemente lavorati, fornisce una prova tangibile dei collegamenti marittimi e degli scambi commerciali. Mentre i trattati dell'epoca romana limitavano l'accesso diretto dei Romani ai porti africani, Gunugu probabilmente fungeva da centro di intermediazione, ricevendo le merci tramite i mercanti cartaginesi. Ciò sottolinea il ruolo chiave della città nel facilitare le reti commerciali e lo scambio culturale nella regione.